# Elops lacerta
Elops lacerta is een  straalvinnige vissensoort uit de familie van tienponders (Elopidae). De wetenschappelijke naam van de soort is voor het eerst geldig gepubliceerd in 1847 door Valenciennes.
De soort staat op de Rode Lijst van de IUCN als niet bedreigd, beoordelingsjaar 2009.